# Pools Kruis

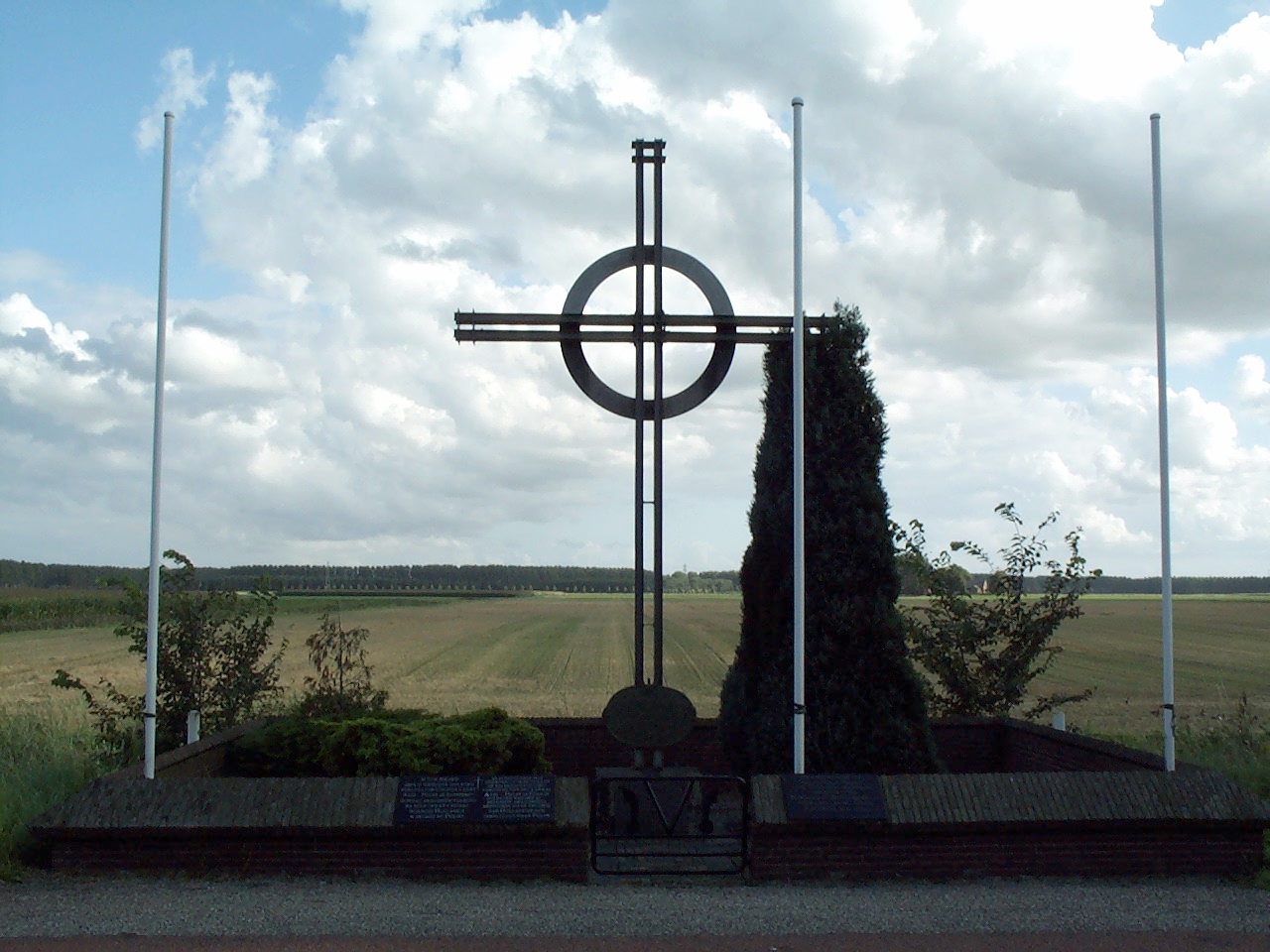
Pools Kruis in Axel

Het Pools Kruis is een herdenkingsmonument dat zich bevindt in Axel, bij een zijkanaal naar Hulst. Het monument herdenkt vijfentwintig gevallen Poolse oorlogssoldaten van de Eerste Pantserdivisie die hielpen bij de bevrijding van de Zeeuwse plaats. Het monument is onthuld op 19 september 1945, een jaar na de bevrijding van Axel. Bij de onthulling waren Poolse (ex-)soldaten aanwezig.

## Ontwerp
Het oorlogsmonument is ontworpen door Poolse ex-militairen waarvan de namen niet bekend zijn.

### Vorm en materiaal
Het Poolse Kruis is gemaakt van metaal, er is gebruik gemaakt van verzinking om het te beschermen tegen corrosie. Het kruis heeft de vorm van een Keltisch kruis. Het monument is omringd door een lage bakstenen muur met een hekje als ingang recht voor het kruis. Op de sokkel van het kruis is een tekst gegraveerd, maar deze is nauwelijks leesbaar. Deze tekst is later nog toegevoegd met een plaquette op het kruis.

### Wijzigingen
De bakstenen omheining voor het monument werden een jaar na de onthulling geplaatst, in 1946. Oorspronkelijk was het Poolse Kruis gemaakt met de restanten van een nabijgelegen neergestort Luchtwaffe-vliegtuig. Het materiaal dat werd gebruikt voor het oorspronkelijke kruis is in 1954 vervangen voor een nieuw kruis met beschermende zinklaag tegen verroesting. In 1996 werden er twee plaquettes toegevoegd aan het monument. Één hiervan herdenkt de tolk van de eerste pantserdivisie, de graaf d`Ursel Hubert. Hubert stierf tijdens een offensief tegen de Bundeswehr. In 2006 is het muurtje om het monument gerestaureerd voor de herdenkingsdag van dat jaar. In 2008 is een van de plaquettes gestolen.

### Gedenktekst
De eerste plaquette, die op de originele sokkel stond, luidt:
'17-9-1944 zijn hier 25 Poolse dragonders v/h 10e reg.

in de strijd voor polen gevallen Nederland de vrijheid brengend'.
De tweede plaquette, aan de linkerzijde van het hekje luidt, met aan de rechterzijde in het Nederlands en aan de linkerzijde een Poolse versie:
Wtym miejscu Dnia 17 wrzesnia 1944 roku Podczas forsowania kanat Axel – Hulst 25 zotnierzy 10 putku dragonow polegto na polu chwaty niosacwolnosc Hollandji w drodze do Polski.
De 17e september 1944 stierven op deze plaats de heldendood bij het forceren van het kanaal Axel-Hulst 25 Poolse soldaten van het 10e Regiment dragondersbrengende zo de vrijheid van Holland op hunterugtocht naar Polen
De derde plaquette, dat respect toont aan de graaf d`Ursel Hubert luidt:
Ter nagedachtenis van
Graaf d`Ursel Hubert
Tolk 10e Regiment Dragonders
Geboren: 22-01-1922
Te Watermael Boitsfort België
gesneuveld aan het kanaal

Axel – Hulst op 17-09-1944

### Symboliek
Het monument heeft de vorm van een hoog Keltisch kruis. Het zonnewiel staat symbool voor de dapperheid, zelfverzekerdheid van de soldaten en het kruis staat symbool voor de bovenzinnelijke wereld, god en de hemel. De korenaren op een van de plaquettes staan symbool voor de hoop op leven na de dood.

## Omgeving
Het monument ligt in de buurt van een begraafplaats voor Poolse soldaten. Ook ligt het Oorlogsmuseum Gdynia nabij, met een expositie over de bevrijding van Axel, wat betrekking heeft tot de gestorven Poolse soldaten.

## Geschiedenis
Het monument herdenkt de vijfentwintig gesneuvelde Poolse soldaten die betrokken waren bij de bevrijding van Axel op 17 september 1944. De slag was erg verwoestend, er was gebruik gemaakt van zwaar artillerievuur.